# Колібрі-капуцин клинодзьобий
Колі́брі-капуци́н клинодзьобий (Schistes geoffroyi) — вид серпокрильцеподібних птахів родини колібрієвих (Trochilidae). Мешкає в Андах. Вид названий на честь французького натураліста і зоолога Етьєна Жоффруа Сент-Ілера.

## Опис

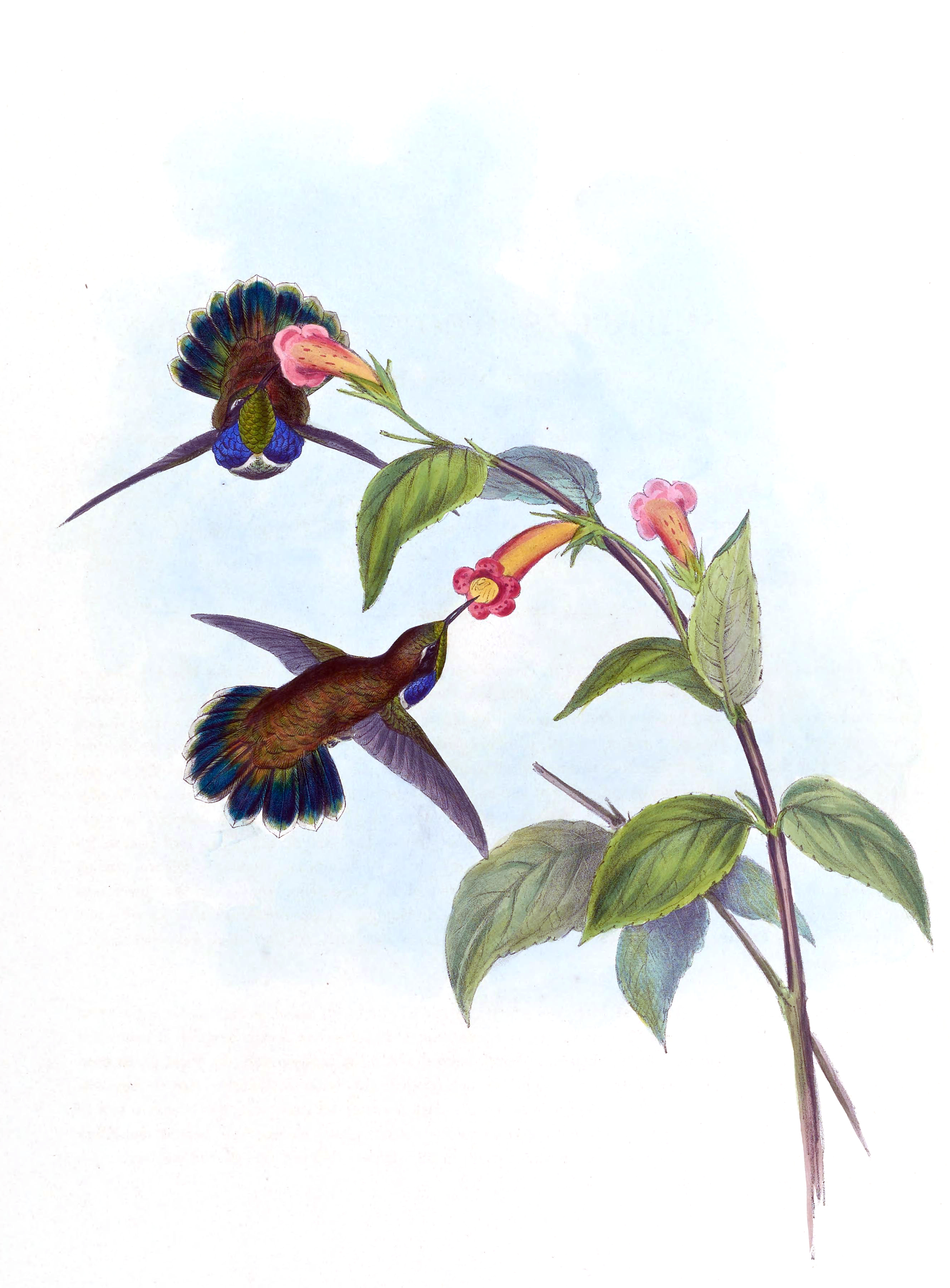
Клинодзьобі колібрі-капуцини

Довжина птаха становить 8,6-9,3 см, вага 3,5-4,1 г. У самців номінативного підвиду тім'я і верхня частина тіла яскраво-зелені, нижня частина спини і надхвістя мають мідний відтінок. Горло райдужно-золотисто-зелене, з боків поцятковне блискучими фіолетовими плямками і широкими білими плямами, решта нижньої частини тіла зелена, нижня частина живота бронзово-зелена. Скроні чорнуваті, за очима білі смужки. Хвіст округлий, бронзово-зелений, на кінці стернових пер є чіткі синювато-чорні смуги з білими краями. Дзьоб короткий, загострений, довжиною 15 мм.
Самиці відрізняються від самців білим горлом, сильно поцяткованим зеленими плямками. У самців підвиду S. g. chapmani білі плямки на горлі відсутні.

## Підвиди
Виділяють два підвиди:
- S. g. geoffroyi (Bourcier, 1843) — від гір Прибережного хребта на півночі Венесуели і від гір Сьєрра-де-Періха вздовж східних схилів Анд до Перу (на південь до Куско);
- S. g. chapmani Berlioz, 1941 — східні схили Анд на півдні Перу (Куско, Пуно) і в Болівії (на південь до Кочабамби).

Білогорлий колібрі-капуцин раніше вважався підвидом клинодзьобого колібрі-капуцина, однак був визнаний окремим видом.

## Поширення і екологія
Клинодзьобі колібрі-капуцини мешкають у Венесуелі, Колумбії, Еквадорі, Перу і Болівії. Вони живуть у вологих гірських і хмарних тропічних лісах та на узліссях. Зустрічаються переважно на висоті від 900 до 2300 м над рівнем моря, в Еквадорі місцями на висоті 2500 м над рівнем моря, на південному сході Перу місцями на висоті до 2800 м над рівнем моря. Ведуть переважно осілий спосіб життя, однак під час негніздового періоду деякі птахи трапляються у більш широкому діапазоні висот.
Клинодзьобі колібрі-капуцини живляться нектаром квітучих чагарників, ліан і невисоких дерев з трубчастими квітами, а також комахами, яких ловлять в польоті або збирають з рослинності. Сезон розмноження у Венесуелі триває з серпня по листопад. Гніздо чашоподібне, робиться з рослинного пуху і павутиння, зовні покривається лишайниками. В кладці 2 яйця. Інкубаційний період триває 15-16 днів, пташенята покидають гніздо через 20-22 дні після вилуплення.